# Plagiolepidini
Plagiolepidini es una tribu de hormigas de la subfamilia Formicinae. Se distribuyen por todo el planeta, excepto zonas polares.

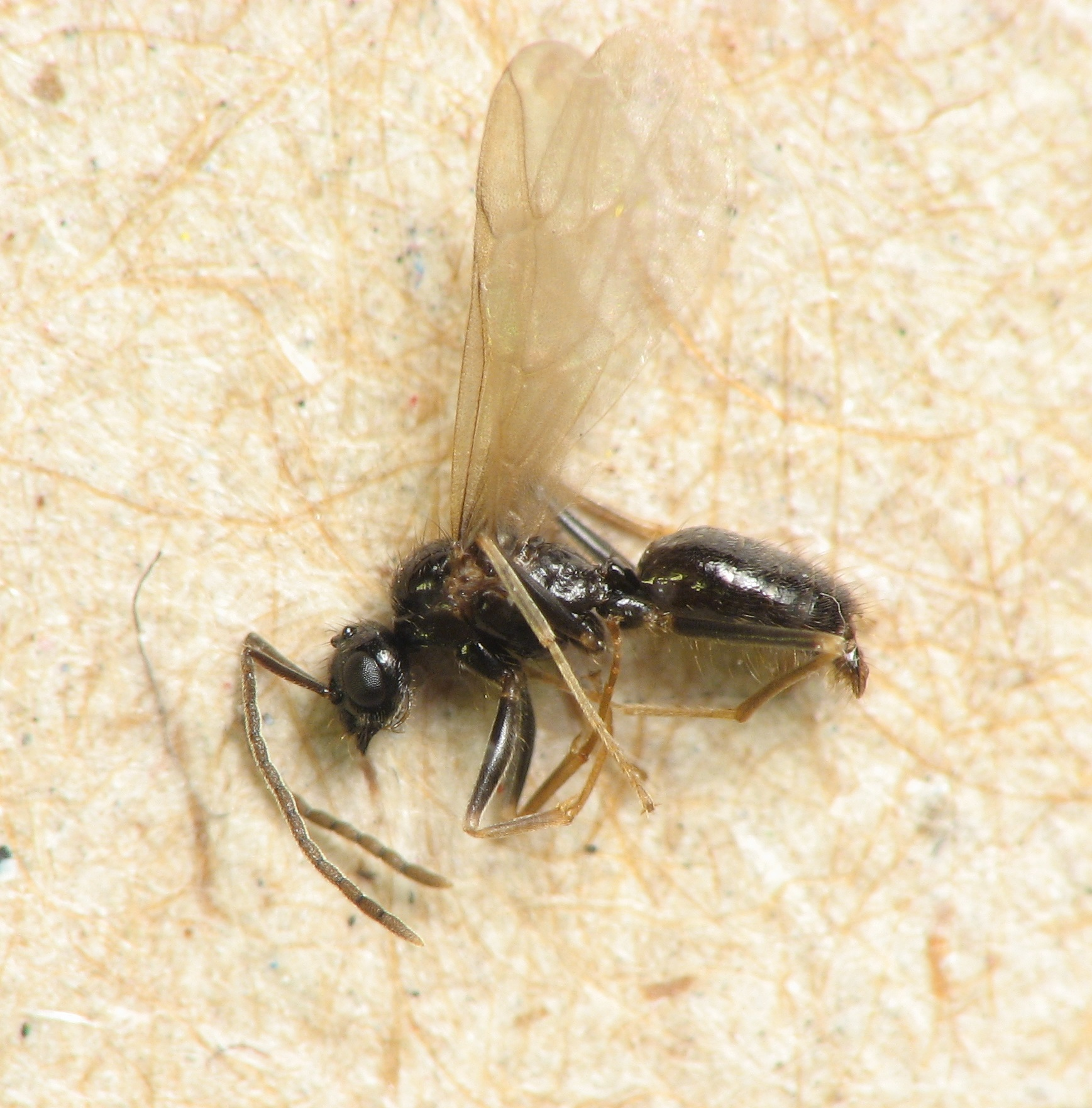
Prenolepis imparis, macho

## Géneros
Se reconocen los siguientes:
- Agraulomyrmex Prins, 1983
- Aphomomyrmex Emery, 1899
- Brachymyrmex Mayr, 1868
- Bregmatomyrma Wheeler, 1929
- Euprenolepis Emery, 1906
- Lepisiota Santschi, 1926
- Myrmelachista Roger, 1863
- Nylanderia Emery, 1906
- Paraparatrechina Donisthorpe, 1947
- Paratrechina Motschoulsky, 1863
- Petalomyrmex Snelling, 1979
- Plagiolepis Mayr, 1861
- Prenolepis Mayr, 1861
- Pseudolasius Emery, 1887
- Tapinolepis Emery, 1925
- Zatania LaPolla, Kallal & Brady, 2012